# (61913) Lanning
(61913) Lanning est un astéroïde de la ceinture principale.

## Description
(61913) Lanning est un astéroïde de la ceinture principale. Il fut découvert le 28 août 2000 à Cerro Tololo par Susan D. Kern. Il présente une orbite caractérisée par un demi-grand axe de 2,66 UA, une excentricité de 0,06 et une inclinaison de 1,6° par rapport à l'écliptique.

## Compléments